# 拓跋虔
拓跋虔（？—396年5月5日），追尊魏昭成帝拓跋什翼犍之孙，拓拔紇根之子，北魏宗室、官员。

## 生平
拓跋虔年少時以壯勇而知名。登國初年，賜爵陳留公。登国六年（391年）三月，魏王拓跋珪派遣九原公拓跋仪和拓跋虔等人向西讨伐黜弗部，大败敌人。登国六年十一月，拓跋虔又跟随拓跋珪进攻劉衛辰。拓跋虔姿貌魁傑，武力絕倫。每次認為普通的槊太細短，用特大的槊仍然覺得太輕，所以再綴以鈴於刀刃之下。拓跋虔弓力亦倍加常人。以其殊異於世，代京武庫常存而志之；而拓跋儀膂力過人，弓力將近十石。時人云：「衛王弓，桓王槊。」拓跋虔時常臨陣殺敵，以槊剌人，遂貫而高舉。又曾嘗試以一手頓槊於地，馳馬偽裝敗退，敵人爭相奪取，但是不能取出，拓跋虔引弓射之，一箭殺二三人，搖槊之徒亡魂而散，徐乃令人取回槊而去。每次追從魏道武帝征討，時常先登陷陳，勇冠當時，敵人無論眾寡，無人膽敢抵抗他。

### 参合陂之战
登国十年（395年）五月，后燕太子慕容宝北伐北魏，九月，拓跋珪派遣陈留公拓跋虔率领五万骑兵驻扎在黄河以东，断绝燕军的左路，派遣东平公拓跋仪率领十万骑兵驻扎在黄河以北，断绝燕军的后路，派遣略阳公拓跋遵率领七万骑兵断绝燕军南撤到中山郡的南路。

### 平城之战
登国十一年三月庚子（396年4月20日），慕容垂为报复参合陂之战，率领军队秘密进发，翻越青岭，经过天门，凿山开通道路，出乎北魏意料之外，直指云中。拓跋虔率领部落三万多家镇守平城。慕容垂到达猎岭，派遣辽西王慕容农和高阳王慕容隆为前锋进攻北魏。拓跋虔因为勇敢而轻敌，没有做防备。闰三月乙卯（396年5月5日），燕军到达平城，拓跋虔才发觉，当时北魏征召的士兵还没集合，拓跋虔率领部下拦截燕军，战败被杀，慕容垂收拢了拓跋虔全部的部众。
拓跋虔死時，舉國悲歎，眾人為他的死而流涕。拓跋珪追惜，傷慟者為數不少。追諡他為陳留桓王，配饗廟庭，封其子拓跋悅為朱提王。

## 家庭

### 兄弟
- 拓跋顗，北魏平卢郡太守、蒲城侯

### 夫人
- 慕容氏[10]

### 儿子
- 拓跋悦，北魏宗师、朱提王
- 拓跋崇，北魏并州刺史、陈留景王

## 延伸阅读
[在维基数据编辑]
 《魏書·卷15》，出自魏收《魏书》